# Боторођи (Горж)
Боторођи (рум. Botorogi) насеље је у Румунији у округу Горж у општини Данешти. Oпштина се налази на надморској висини од 188 m.

## Становништво
Према подацима из 2002. године у насељу је живело 277 становника, од којих су сви румунске националности.